# Lyogoniosoma
Lyogoniosoma is een geslacht van hooiwagens uit de familie Gonyleptidae.
De wetenschappelijke naam Lyogoniosoma is voor het eerst geldig gepubliceerd door Mello-Leitão in 1926. 

## Soorten
Lyogoniosoma omvat de volgende 3 soorten:
- Lyogoniosoma carum
- Lyogoniosoma macracanthum
- Lyogoniosoma perlatum